# 辛辛那提音乐中心半美元
辛辛那提音乐中心半美元（英語：或）是美国铸币局于1936年铸造的一种银质纪念币，旨在纪念俄亥俄州辛辛那提成为美国音乐中心50周年。这一构想由该市钱币收藏家托马斯·梅里什提出，他领导的辛辛那提音乐中心纪念币协会获政府授权以面值买下所有硬币，然后向公众高价转售。
国会于1936年3月31日批准法案，授权当时的全部三家铸币局生产共计1万5000枚银币。梅里什聘请雕塑家康斯坦斯·奥特梅尔设计硬币，但美术委员会对设计方案提出异议，称银元正面描绘的史蒂芬·福斯特于1864年去世，与这个周年纪念没有足够关联。但财政部还是批准设计方案，三家铸币局各生产5000枚纪念币，只有梅里什领导的协会获法案授权，可以按面值买下所有硬币。
梅里什很可能把大部分纪念币留作后期转手，使得在售硬币很少，套装价格飞涨，一度超过发行价五倍。1936年末，套装价格一度回落，但很快又恢复上涨，如今已是非常有价值的收藏品。多位钱币学作家为此批评梅里什过分贪婪。

## 构想
1936年，受纪念币铸造量小导致价格攀升的影响，美国纪念币市场出现飙升。1954年以前，所有纪念币都是由政府以面值卖给国会授权的某个组织，这些组织再加价向公众转售。接下来，新币进入二级市场，1936年初，所有早期纪念币的售价都已超过发行价。公众只需买下并持有纪念币，就可以轻松等待升值赚取利润，这吸引了许多人开始收集硬币，并且尽量试图买到新发行的硬币。当时最新发行并且已经升值的硬币是1935年的老西班牙小径半美元，这种硬币是应德克萨斯州钱币经销商··霍夫克（L. W. Hoffecker）的请求打造，他将全部一万枚硬币留下五分之一，然后一直销售到20世纪40年代，这时他已成为美国钱币协会会长。1936年，联邦国会授权发行的纪念币至少有15种，创下新的纪录。由于多个获国会授权以面值购买纪念币的团体提出要求，许多此前生产的硬币于1936年再度投产，并且标有这年的年份数字，奥勒冈小径纪念半美元是这其中的老面孔，于1926年首度打造。
托马斯·梅里什（Thomas G. Melish）是辛辛那提企业家兼钱币收藏家，他打算提议发行由自己主导发售的纪念币，借此从中赢利。梅里什是布朗维尔电线公司的继承人，在当地有一定知名度，辛辛那提音乐中心纪念币协会就是由他组建。在他的推动下，联邦众议院于1936年1月31日提出第10264号议案，要求由费城铸币局生产一万枚纪念币，丹佛铸币局2000枚，旧金山铸币局3000枚。如此之少的铸造量会令丹佛版硬币极其稀有，增加梅里什的利润。2月17日，众议院铸币和度量衡委员会建议修改法案，纪念币总数仍然是1万5000枚，但不强制规定由哪些铸币局生产。委员会在法案附带的报告中指出，这种半美元旨在“纪念俄亥俄州辛辛那提成为（美国）音乐中心50周年，以及过去50年在一年一度的五月节中对音乐艺术所做的贡献。”梅里什利用政治影响力在法案中保留规定，要求银元必须在“多家铸币局”生产，让全部三家铸币局的投产成为可能。这也是20世纪30年代国会最后一次在铸币法案中规定某种硬币需在多家铸币局打造，之后几年的法案中都规定只让一家铸币局投产。
法案在国会两院通过后于1936年3月31日经总统富兰克林·罗斯福签字成为法律。新币旨在纪念“俄亥俄州辛辛那提成为（美国）音乐中心50周年，以及它对过去50年音乐艺术的贡献”。安东尼·斯沃泰克（Anthony Swiatek）和沃尔特·布林（Walter Breen）曾撰写过有关美国早期纪念币的百科全书，书中认为，辛辛那提音乐中心纪念币协会施加的压力是该法得以通过的重要原因。

## 筹备和争议
梅里什请康斯坦斯·奥特梅尔（Constance Ortmayer）设计银币。据奥特梅尔回忆称：“我是受到某位来自辛辛那提的人士推荐……他们在寻找人选，然后他们就推荐了我”。根据记载，奥特梅尔显然在国会通过法案前就已准备好设计方案，因为梅里什曾于1936年4月10日致信铸币局副局长玛丽·玛格丽特·奥赖利，称原设计方案“不够独特而且艺术水平也不够高”，奥特梅尔会重新设计。5月7日，梅里什再度致信奥赖利，询问副局长对新设计是否满意。硬币模型递交美术委员会审核，该机构自1921年起就负责审核硬币设计方案，但政府没有义务服从。5月13日，委员会主席查尔斯·摩尔（Charles Moore）致信铸币局局长内莉·泰洛·罗斯，信中没有批准奥特梅尔的设计方案。

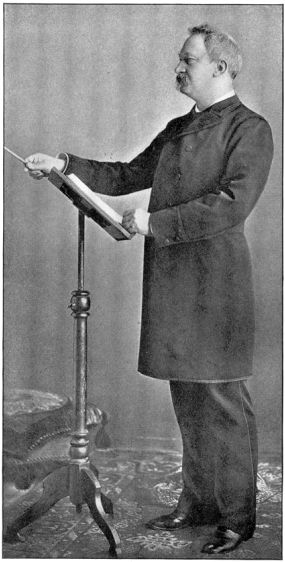
西奥多·托马斯

摩尔指出，银元的发行目的是纪念辛辛那提成为音乐中心50周年，但其正面所刻的作曲家兼唱作人史蒂芬·福斯特是在1864年去世，而辛辛那提却是从1873年后才开始以音乐中心闻名。这样，硬币上就没有适当的主题把1873年开始的传统和1936年的50周年纪念联系起来。摩尔还称，福斯特虽然曾在辛辛那提生活，但时间很短，而且从事的工作只是记帐，他对美国音乐的主要贡献都是在匹兹堡和纽约市居留期间作出的。此外，硬币是纪念辛辛那提对音乐艺术的贡献，而福斯特虽然“是美国吟游诗人，但对音乐艺术（本身）没有什么贡献。”摩尔认为，如果纪念币上一定要刻画人物的话，最合适的应该是1873年就开始担任辛辛那提5月节乐队指挥、并于1878年成为辛辛那提音乐学院院长的西奥多·托马斯（Theodore Thomas）。摩尔声称，“从艺术角度上来说，西奥多·托马斯是辛辛那提成为音乐中心的奠基人。他的肖像应该出现在任何纪念辛辛那提‘成为音乐中心’的硬币上。”
5月16日，《辛辛那提问询报》（The Cincinnati Enquirer）报道称纪念币上会刻上托马斯而非福斯特的肖像，还报道了美术委员会对设计方案提出的争议，梅里什已在15日前往首都哥伦比亚特区，自称不反对变更设计。梅里什还于5月16日与美术委员会雕塑家李·劳列（Lee Lawrie）通过电话。从梅里什的笔记来看，摩尔的异议主要是代表爱丽丝·罗斯福·隆沃思和隆沃思家族，她曾聘请托马斯担任5月节指挥，希望银币能刻上托马斯的形象，而劳列对此表示（根据梅里什的记载）：“托马斯看上去就像头海象，（他的）头会很难刻。”梅里什对美术委员会的意见不以为然，称他也熟识爱丽丝·罗斯福·隆沃思，并且硬币上还是会刻上福斯特的肖像。据奥特梅尔回忆，铸币局“老板”（估计是指罗斯）反对纪念币背面的设计，因为她不喜欢其上音乐女神双腿的位置。斯沃泰克在著作中坚称，梅里什领导的辛辛那提音乐中心纪念币协会向财政部施压，要求批准奥特梅尔的设计稿。
奥特梅尔将纪念币模型发给费城铸币局。5月23日，局长埃德温·德里塞尔（Edwin Dressel）将首席雕刻师约翰·R·辛诺克（John R. Sinnock）的一份备忘录转交奥赖利，称奥特梅尔的模型上浮雕太高，建议设计师亲临铸币局商议。奥赖利此后于6月18日致信梅里什，称经过一些调整后，辛诺克认为硬币浮雕的高度已达铸币局生产技术能力极限，预计辛辛那提纪念币的模具可以在7月上旬经试铸测试。

## 设计

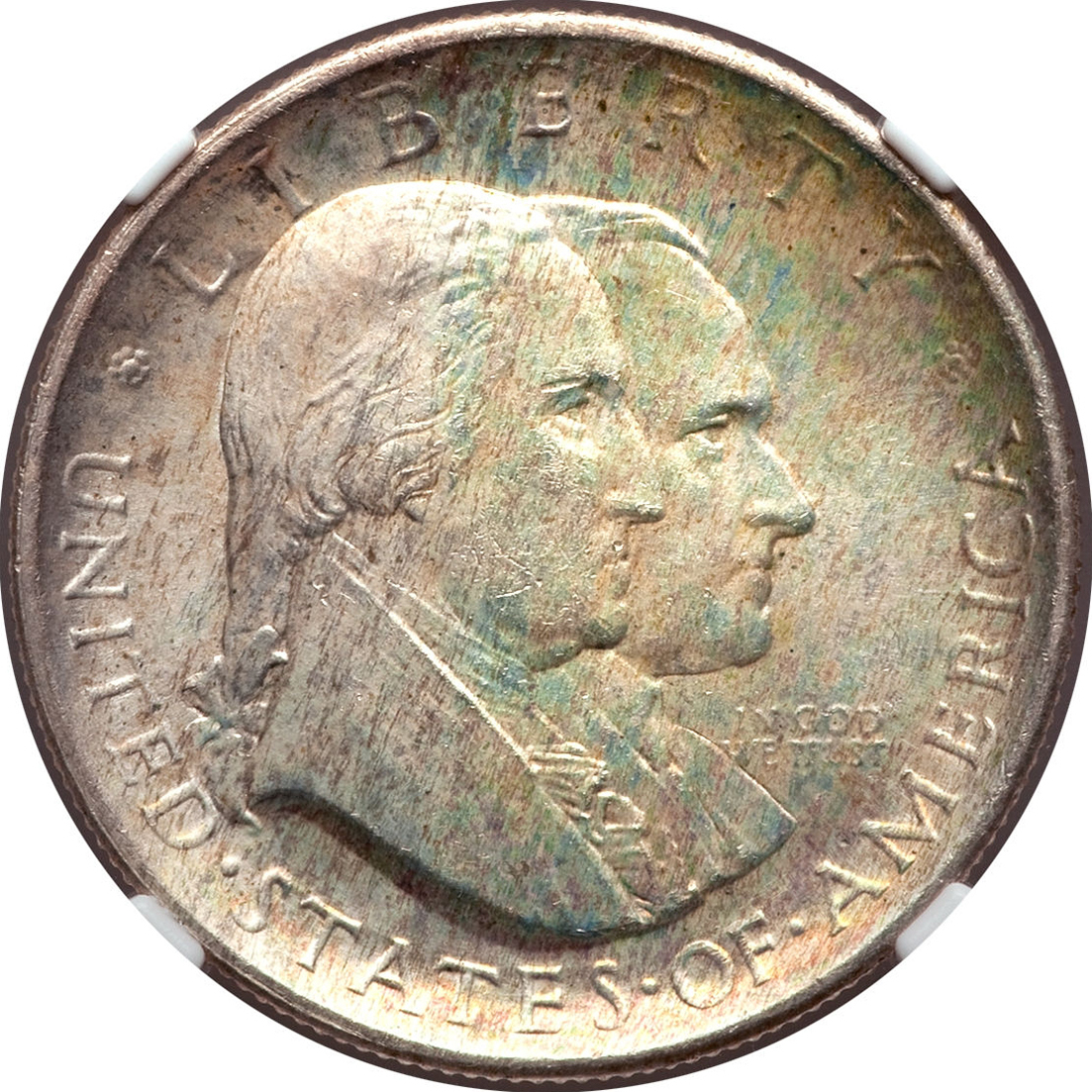
科尼利厄斯·弗缪尔将辛辛那提纪念币与150周年纪念半美元相提并论

辛辛那提音乐中心半美元的正面是史蒂芬·福斯特的头像，面朝硬币右侧，头像下方是（“美国吟游诗人史蒂芬·福斯特”）字样。这句话源自20世纪30年代初出版的福斯特传记。康斯坦斯·奥特梅尔的姓名缩写位于福斯特头像左侧，硬币最外圈则是（“美利坚合众国”）和面额（“半美元”）。背面呈半跪姿势的人物意指音乐女神。左上方的空白部分刻有1886，右下方则是1936，如果是丹佛铸币局或旧金山铸币局生产的版本，则“1936”的下方还会有铸造标记或（费城铸币局打造的纪念币没有铸造标记。女神正下方是法律要求硬币上刻有的铭文：（“我们信仰上帝”）、（“合众为一”）和（“自由”），最外圈则是（“美国音乐中心辛辛那提”）字样。
美国钱币协会期刊《钱币学家》（The Numismatist）于1936年10月发表主编弗兰克·杜菲尔德（Frank Duffield）的文章，文中指出，此前公布的信息称纪念币上将承载福斯特的肖像，这让钱币爱好者充满期待，“其设计方案得到众多肯定，很少有反面意见，但从最终出现的效果来看……福斯特理应有更完美的头像……（女神）手中那玩具般的四弦琴无论是从时代还是场合来看都显得格格不入……经过这么多年后，（我们）理应给予音乐更出彩的表达”。钱币经销商麦克斯·梅尔于1937年撰文，同意杜菲尔德对辛辛那提纪念币背面的批评意见：“这四弦琴看上去显然是个玩具，肯定是在5分或10分店里买的”。
艺术史学家科尼利厄斯·弗缪尔（Cornelius Vermeule）曾于1971年发表美国硬币和奖章主题著作，书中同样批评奥特梅尔的设计：
这种硬币的细节和风格延续了约翰·辛诺克刻字修长和硬币表面疲软的特点，1926年的费城150周年纪念半美元就是明证。硬币表面经过上釉和擦拭，看起来很破旧……正面的史蒂芬·福斯特头像看起来很扭曲，或是缩成一团，所谓的“音乐女神”看上去和脚上抽筋的舞者没什么两样。

## 发行、销售和收藏
1936年7月，费城和丹佛铸币局各生产了5005枚辛辛那提音乐中心半美元，旧金山铸币局则生产了5006枚，超过国会授权1万5000枚的部分由铸币局保留，等待美国化验委员会1937年的年度检验。每个铸币局生产的前200枚银元制成3枚1组的套装（每个局1枚），每套还附有梅里什的公证信函，说明这是各铸币局生产的第多少枚辛辛那提纪念币，他将许多这类特别套装寄给了政府官员。

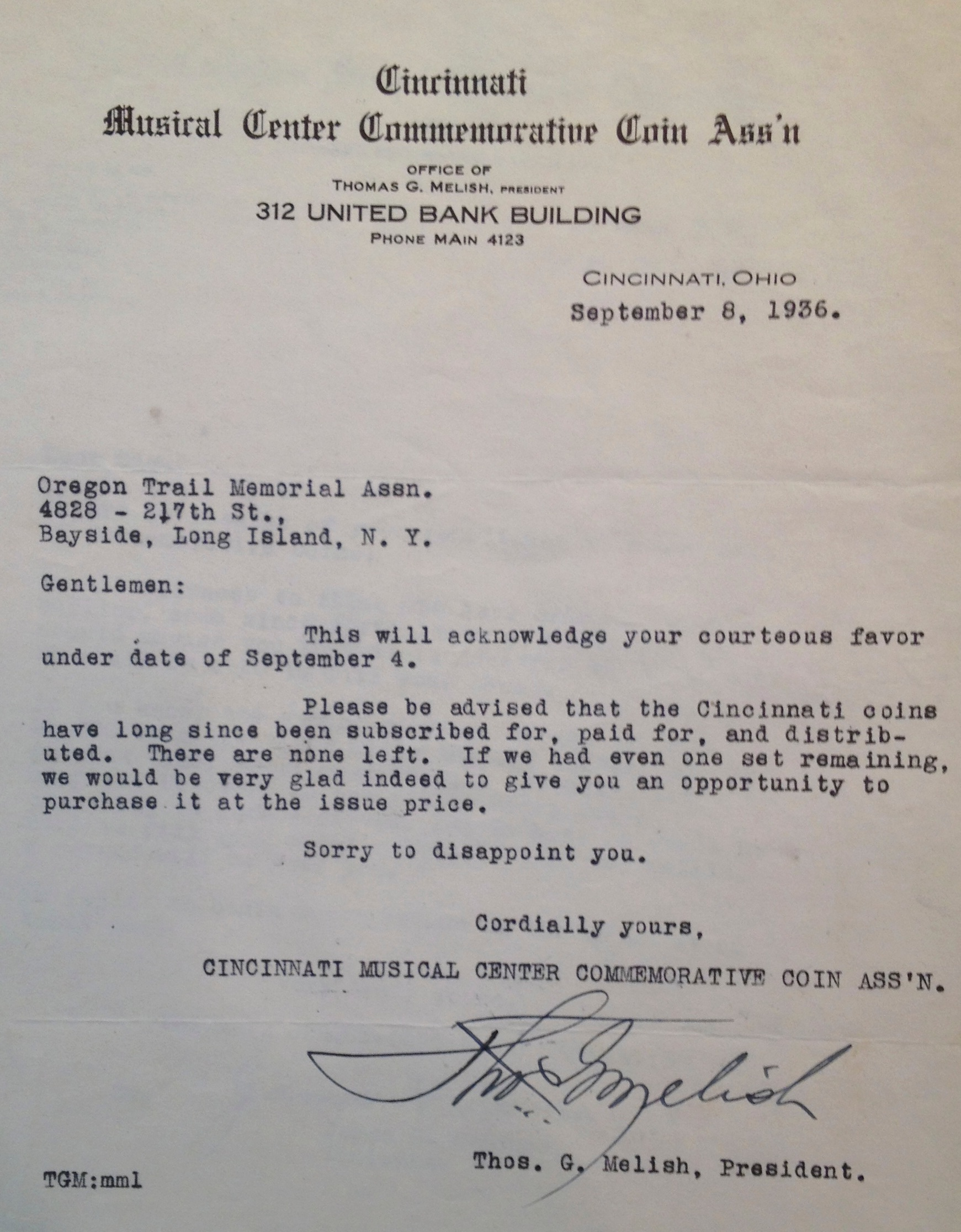
梅里什写给意向买家的信

罗斯福总统签署法案后，梅里什就开始调查收藏家的购买意向，但从收藏家们在明信片上所写的回复来看，纪念币的订购量从5月中旬开始就已超过发行量。1936年夏是美国纪念币的发行高峰，梅里什宣布，辛辛那提半美元将以每套3枚（每家铸币局1枚），定价7.75美元销售，这在当时已是相当高的价格。梅里什将空白订单发给此前回复明信片的收藏家，这些订单很快开始以10美元价格转售。但是，下单后真正买到套装的收藏家很少，许多人收到的回复都称硬币已经售磬。套装价格很快飞涨至40美元，事实证明，这时仍然有许多硬币在售。钱币交易商兼作家昆汀·戴维·鲍尔斯（Q. David Bowers）表示，这很可能是梅里什及其他内部人士在暗中出售。梅里什还同意约克县300周年纪念半美元的发行商以原发行价购买辛辛那提纪念币套装，并且还能一次购买多套，相比之下，公众最多只能以该价购买一套。这些发行商也投桃报李，让梅里什在购买其它纪念币时不受订单数量限制。不过，俄勒冈小道纪念半美元的发行协会表示对辛辛那提纪念币有购买意愿时，梅里什称套装已经卖完。
到12月时，许多买下多套纪念币的经销商发现自己无法通过转售这些套装来获利，硬币也已退出纪念币市场。1940年时，纪念币套装售价为15美元。此后其价格逐渐回升，于20世纪60年代早期达到每套100美元，并于1975年攀升至300美元。1980年，美国迎来第二波纪念币爆发，3枚1套的辛辛那提音乐中心半美元售价已高达2250美元。根据理查德·约曼（Richard S. Yeoman）2015年版的《美国钱币指南手册》（A Guide Book of United States Coins），这种套装的售价视成色而定约在875美元到2700美元之间，单枚银币售价约为套装的三分之一。

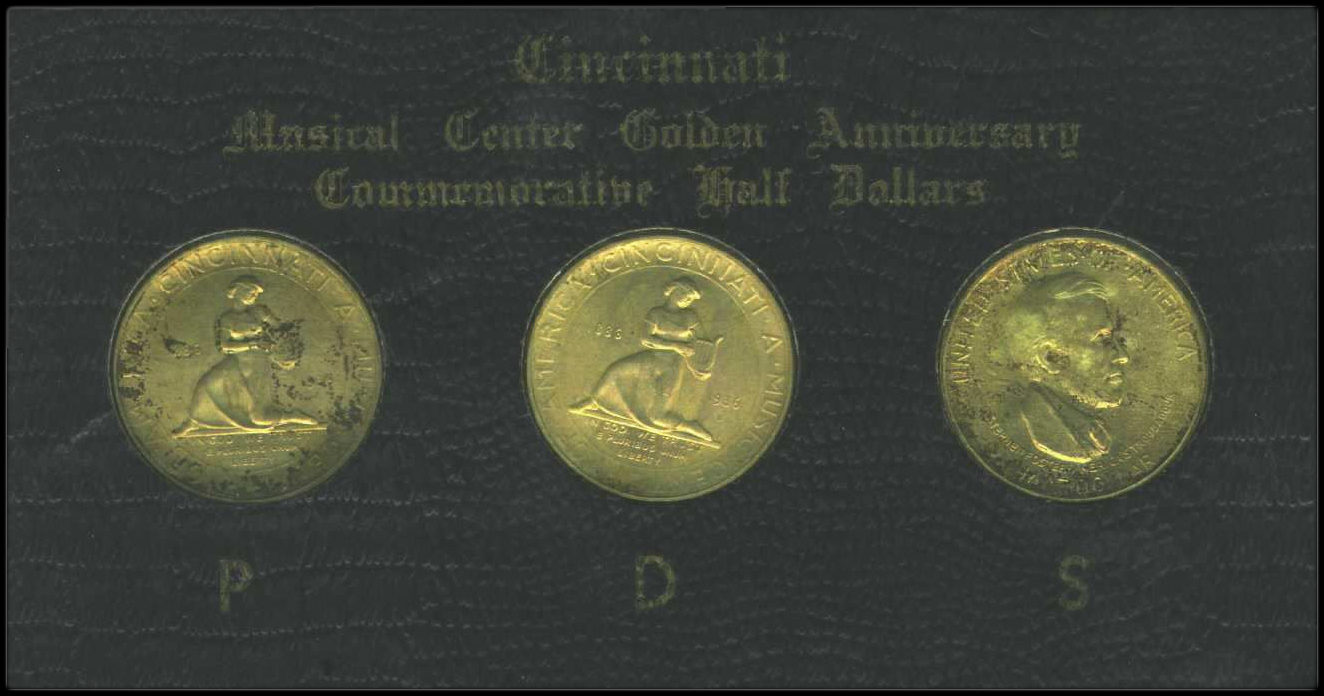
辛辛那提音乐中心半美元套装

辛辛那提半美元的发行情况起初并不确定，据梅尔记载，硬币旨在纪念“1886年落成”的“辛辛那提音乐中心”50周年，并且“无论是因销售业绩良好还是需求太大，许多人都没能买到这种套装”。之后的钱币学作家对梅里什提出严厉批判，斯沃泰克就认为，这种半美元是因梅里什的“虚假声明”而发行。凯文·弗林（Kevin Flynn）在有关纪念币的著作中认为，辛辛那提半美元“纯粹就是因利润和贪婪而生”。斯沃泰克和布林合著的书中认为，梅里什领导的协会“心里只有一个念头：通过宣传和发售限量发行的硬币大发横财，投机商会把这些硬币的价格送入太空轨道”。
梅里什试图让国会再度授权发行刻有年份“1937”的辛辛那提纪念币，后未能如愿。但他没有气妥，而是设法让国会又通过法案发行由他主控的1936年克里夫兰百年纪念半美元。1942年，美国钱币协会在辛辛那提举办年会，梅里什主持招待会。招待会人称“海盗的巢穴”（Pirate's Den），展示有多幅梅里什委托他人创作的画作，画有钱币经销商及其他钱币士界人士身着海盗装。鲍尔斯对此表示：“这其中被人忽略的事实是，梅里什无疑是其中最大的海盗，毫无疑问，他用来招待许多宾客的钱正是几年前通过销售辛辛那提套装而从他们手中赚来的！”

### 引用
1. ↑  Yeoman，第1151頁.
2. ↑  Bowers，第12–13頁.
3. ↑  Yeoman，第1136–1145頁.
4. 1 2 3 4  Bowers，第329頁.
5. ↑  Horning，第30頁.
6. ↑  House Committee，第1頁.
7. ↑  Swiatek，第307頁.
8. ↑  Flynn，第353頁.
9. 1 2  Swiatek & Breen，第42頁.
10. 1 2 3 4  Flynn，第266頁.
11. 1 2  Starck，第56頁.
12. ↑  Taxay，第182頁.
13. ↑  Flynn，第266–267頁.
14. ↑  Taxay，第183頁.
15. 1 2  Flynn，第267頁.
16. ↑  The Cincinnati Enquirer.
17. ↑  Swiatek，第305頁.
18. ↑  Flynn，第268頁.
19. 1 2 3 4  Slabaugh，第115頁.
20. ↑  Bowers，第330頁.
21. ↑  Bowers，第330–331頁.
22. 1 2  Mehl，第44頁.
23. ↑  Vermeule，第195頁.
24. ↑  Bowers，第331頁.
25. ↑  Bowers，第26, 332–333頁.
26. ↑  Letter from Thomas G. Melish.
27. ↑  Bowers，第333, 336頁.
28. ↑  Bowers，第336頁.
29. ↑  Yeoman，第1152頁.
30. ↑  Swiatek，第304頁.
31. ↑  Flynn，第71頁.
32. ↑  Bowers，第334–335頁.